# عبد الله بالدي
عبد الله بالدي (بالفرنسية: Abdoulaye Baldé)‏ هو لاعب كرة قدم فرنسي في مركز الهجوم، ولد في 30 نوفمبر 1986 في باريس في فرنسا. شارك مع منتخب فرنسا تحت 19 سنة لكرة القدم ومنتخب فرنسا تحت 20 سنة لكرة القدم. أما مع النوادي، فقد لعب مع نادي أميين ونادي باريس ونادي حتا ونادي شاتورو ونادي فريجوس ونادي لوميتساني ونادي ميتز.

## وصلات خارجية
- عبد الله بالدي على موقع قاعدة بيانات كرة القدم.إي يو (الإنجليزية)
- عبد الله بالدي على موقع Soccerway.com (الإنجليزية)